# Ecbolemia
Ecbolemia là một chi bướm đêm thuộc họ Noctuidae. Hiện tại nó được coi là đồng nghĩa của Scythocentropus. Chi có bốn loài, tất cả đều được xếp vào chi khác hoặc được xếp vào các danh pháp đồng nghĩa.

## Các loài trước đây được xếp vào chi
- Ecbolemia daghestana Boursin, 1944 là một đồng nghĩa của Scythocentropus misella (Püngeler, 1908)
- Ecbolemia misella Püngeler, 1907 giờ là Scythocentropus misella (Püngeler, 1908)
- Ecbolemia parca Sukhareva, 1976 là một đồng nghĩa của Polymixis colluta (Draudt, 1934)
- Ecbolemia singalesia Hampson, 1918 giờ là Scythocentropus singalesia (Hampson, 1918)